# Cáñar
Cáñar település Spanyolországban, Granada tartományban. Cáñar Órgiva, Lanjarón, Bubión, Pampaneira, Soportújar és Carataunas községekkel határos. Lakosainak száma 389 fő (2024).

## Népesség
A település népessége az elmúlt években az alábbi módon változott:
| Lakosok száma | 347  | 339  | 365  | 429  | 418  | 408  | 379  | 350  | 388  | 389  |
|               | 2001 | 2004 | 2006 | 2009 | 2011 | 2014 | 2016 | 2019 | 2021 | 2024 |